# The Daily Dot
The Daily Dot — новостной сайт, основанный в 2011 году Николасом Уайтом. Офис находится в Остине (Техас, США).

## История
Сайт был запущен в 2011 году Николасом Уайтом. Его целью было освещение интернет-сообществ, таких как Reddit и Tumblr. Семья Уайта также занимается газетным бизнесом.
Уайт запустил The Daily Dot при бюджете в 600 000 $ с несколькими штатными журналистами. Многие из первых статей сайта были помещены в Google Документы и опубликованы в Facebook и Твиттере. После создания офиса в Остине у сайта появились также и другие штаб-квартиры, но многие сотрудники работали удалённо из других мест. В 2015 году The Daily Dot получил 10 000 000 $ с частных инвестиций, увеличив объём контента до 50-70 статей в день.
В начале 2016 года в The Daily Dot работало 76 штатных сотрудников и 222 внештатных. В сентябре того же года было уволено 40% журналистов. Уайт назвал это «реструктуризацией» и отметил, что этот шаг был необходим.